# Cyriel Vlaminck
Alexander Cyrille (Cyriel) Vlaminck (Lokeren, 17 november 1875 – 1959) was een Vlaams journalist en schrijver van romans, toneelstukken en geschiedkundige werken. Hij is vooral bekend door zijn getuigenissen over de Eerste en Tweede Wereldoorlog.

## Levensloop
Cyriel Vlaminck was de zoon van de Lokerse drukker Charles Augustin Vlaminck en zijn vrouw Prudentia Wille.
Vlaminck werd in 1904 benoemd tot voorzitter van de toneelafdeling van de katholieke bond van Lokeren. Hij haalde vooral grote faam met zijn werk Het etappengebied in België tijdens den oorlog 1914-1918.

## Publicaties

### Romans
- De Bergbloem der Vogeezen
- Woekerplaag
- De Draaikolk van 't Leven
- Vlaming en Spanjaard
- Het moderne cafémeisje
- De wraak eener jonge tooverheks

### Geschiedenis en toerisme
- Het Etappengebied in België tijdens den Oorlog 1914-1918, Drukkerij Ons Land
- Duitse Bezetting
- De Wereldoorlog 1939-'44
- Lokeren: zijn oud verleden, zijn heemkunde of folklore, zijn humor, Drukkerij Jos Drossens (ca.1938)
- Lokeren: de kunst te Lokeren van 1850 to 1942. Galerij van voorname Loreraars (ca. 1943)
- Lokeren en Zele in humor: beknopte geschiedenis van Zele
- Het befaamde Donck-meer met de oude kapel van Bareldonck, Drukkerij De Geest
- Oud Lokeren, oud Dendermonde, oud St. Niklaas, Drukkerij Drossens (1939)
- Het leenroerig Slot van Laerne, Drukkerij R. Bracke-Van Geert, Wetteren (in samenwerking met de baron Jacques Gillès de Pélichy, zoon van de senator die het kasteel in erfpacht had)

### Toneelstukken
- Voor Land en Volk
- Cecile
- De Bergbloem der Vogeezen
- Het Lot van Vijf Miljoen
- De gerechtigheid van Frederiek Barbarossa, keizer van Duitsland
- Heldenkamp voor Vrijheid
- Het Wereldideaal

- Digitale Bibliotheek voor de Nederlandse Letteren: vlam009